# Чешская народная партия
Чешская народная партия (реалистов) (чеш. Česká strana lidová (realistické)), также известная как Чешская прогрессивная партия (чеш. Česká strana pokroková), была основана в 1900 году Томашом Масариком, Карелом Крамаржем и Йозефом Кайзлом. Она стремилась к реформированию чешского правительства и установлению демократии в качестве реакции на процесс Хильснера. После суда над Хильснером Масарик оказался в центре политических споров, и в итоге он почувствовал, что ему нужно порвать с младочехами и старочехами. Это привело к созданию Чешской партии реалистов.

## Основание
Томаш Масарик был ключевой фигурой в создании Чешской партии реалистов. Он верил в идеи либеральной демократии, и его убеждения способствовали его избранию в Чешское земское собрание и рейхсрат (австрийский парламент) в 1891 году. Однако его пребывание в политике было недолгим, и он покинул своё место в парламенте в 1893 году после введения военного положения в Праге, когда вспыхнули протесты. Хотя Масарик получил поддержку во время своей парламентской деятельности, его роль в деле Хилснера оказала гораздо большее влияние на его роль в создании Чешской партии реалистов.
Дело Хилснера заняло центральное место в чешской общественной дискуссии в 1899 и 1900 годах. Леопольд Хилснер, еврейский бродяга, был обвинён в убийстве Анежки Грузовой, чешской католички, хотя было мало существенных доказательств его вины. Большая часть националистической прессы начала изображать это убийство как ритуальное для роста антисемитских настроений по всей стране. Масарик считал, что он должен защищать Хилснера, чтобы иметь продемонстрировать и свои собственные убеждения. Его защита побудила императора Франциска Иосифа изменить приговор Хильснеру с казни на пожизненное заключение. После того, как Масарик добился смягчения приговора Хилснеру, многие чешские националисты осудили выбор Масарика по защите Хилснера и его убеждение, что этика применима как к национализму, так и к личному поведению. Масарик стал более критично относиться как к младочехам, так и к старочехам, что привело к его разрыву с ними. Он сотрудничал с Карелом Крамаржем и некоторыми другими деятелями в создании Чешской партии реалистов, которая относительно скоро после своего создания слилась с членами Радикальной прогрессистской партии. Партия получила название Радикальной прогрессистской партии в 1905 году, но её члены по-прежнему считались реалистами.

## Взгляды
Чешскую народную партию возглавлял Томас Масарик, защищавший идеи свободной, открытой демократии, а также и единого демократического государства для сербов, хорватов и словенцев. Он работал вместе с Эдвардом Бенешем над проектом создания единого государства и в конечном итоге стал первым президентом Чехословакии. Его партия выступала за равенство полов на рабочих местах, а также за всеобщее избирательное право. Она стремилась к легитимному установлению демократии как политической власти в Чехословакии. Молодая чешская партия, которая в конечном итоге слилась с партией Масарика, была основана в 1848 году и базировалась на националистических идеологиях, которые нашли своё отражение и в деятельности Чешской партии реалистов. Масарика обвиняли в том, что он проявляет незначительные тоталитарные наклонности в вопросе навязывания единой интерпретации истории и видения будущего.